# Olbreuse
Cet article court présente un sujet plus développé dans : Usseau (Deux-Sèvres), Mauzé-sur-le-Mignon, Prin-Deyrançon et La Rochénard.
Olbreuse est une localité qui s'étend sur les territoires communaux de Usseau, Mauzé-sur-le-Mignon, Prin-Deyrançon et La Rochénard.

## Monuments
- Château d'Olbreuse